# Neacomys jau
Neacomys jau és una espècie de mamífer rosegador de la família dels cricètids. És endèmic del nord de l'Amazònia brasilera. El seu hàbitat natural és la jungla. Té una llargada de cap a gropa de 69-100 mm, la cua de 130-151 mm i un pes de 13-16 g. El pelatge dorsal és o bé marró taronjós amb pèls negres o bé marró amb pèls de color taronja, mentre que el ventral és de color blanc camussa. El seu nom específic, jau, es refereix al riu Jaú, el marge dret del qual forma part de la seva distribució, així com el Parc Natural del Jaú. Com que fou descoberta fa poc, l'estat de conservació d'aquesta espècie encara no ha estat avaluat formalment.